# Tallarol de cul castany
El tallarol de cul castany (Curruca subcoerulea; syn: Sylvia subcoerulea) és una espècie d'ocell de la família dels sílvids (Sylviidae). Es troba a l'Àfrica austral. El seu hàbitat el conforma la sabana seca i els matollars tropicals i subtropicals. El seu estat de conservació es considera de risc mínim.

## Taxonomia
Aquesta espècie estava classificada en el gènere Sylvia, però el Congrés Ornitològic Internacional, en la seva llista mundial d'ocells (versió 10.2, 2020) el transferí al gènere Curruca. Segons el Handook of the Birds of the World i la quarta versió de la BirdLife International Checklist of the birds of the world (Desembre 2019), aquest tàxon apareix classificat encara dins del gènere Sylvia.